# Мирослав Букумировић
Мирослав Букумировић Букум (Шетоње, код Петровца на Млави, 4. јун 1914 — Београд, 10. јун 1942) био је учесник Народноослободилачке борбе и народни херој Југославије.

## Биографија
Рођен је 4. јуна 1914. у селу Шетоње, код Петровца на Млави. Потиче из угледне учитељске породице Милића Букумировића. Поред Мирослава, његови родитељи имали су и четири ћерке — Србијанку, Јованку, Ружицу и Даницу. Пошто се због очеве службе, породице често селила, Мирослав је основну школу похађао у родном селу, а гимназију у Ваљеву. Студије права започео је на Правном факултету у Београду, где се касније преселила његова породица.
Још као ученик ваљевске гимназије приступио је омладинском револуционарном покрету. По доласку на Београдски универзитет прикључио се студентском револуционарном покрету и активно учествовао у његовим акцијама — штрајковима, демонстрацијама и др. Због свог ангажмана и активности у студентском покрету, примљен је у чланство Комунистичке партије Југославије (КПЈ). Као један од поверљивих чланова, поверавано му је да путује у Париз, где се тада налазио партијски пункт КПЈ и одатле доноси илегалне партијске материјале др.
После Априлског рата и окупације Краљевине Југославије, 1941. године, Мирослав је по одлуци КПЈ остао у окупираном Београду, где је учествовао у организовању отпора окупатору. Због своје активности био је изабран за члана Рејонског комитета за пет кварт града Београд. Био је учесник уличних саботажа и диверзија у лето 1941. године. Руководио је групом омладинаца, која је сакупљала оружје, муницију, санитетски материјал, одећу, обућу, храну и друге неопходне ствари, које су илегалним партијским каналима слате партизанским јединицама на Космају и у другим деловима Шумадије.
Мирослав је био учесник акције на Црвеном брегу, у којој је заробљена велика количина ратног материјала, који је касније, илегалним партијским каналима, преко Липовачке шуме, пребачен у Космајски партизански одред. Његов рад у окупираном Београду је био веома тежак, поготово после великих полицијских провала у београдску партијску организацију у јесен 1941. и пролеће 1942. године. Стално је морао да мотри, да ли је под присмотром полиције. Два пута је успео да избегне агентима полиције и спаси се сигурног хапшења — једном у Трнској, а други пут у Александровој улици (данас Булевар краља Александра).
После ова два покушаја хапшења, Мирославу је био онемогућен даљи опстанак у окупираном Београду и стога је маја 1942. године, покушао да се, под другим именом, преко Врњачке бање и Рашке, пребаци у Санџак, где је планирао да успостави везу с партизанским јединицама и дође до Врховног штаба НОП и ДВЈ. На овом путу за Санџак, био је откривен и ухапшен у једном селу у близини Рашке. Тада је спроведен у Београд, где је у Управи града Београда, страховито мучен. Не желећи да ода своје саборце и партијске везе и склоништа, Мирослав се приликом одласка на саслушање, у ходнику отео стражарима, искочио кроз прозор и извршио самоубиство.
Поред Мирослава, у Народноослободилачкој борби учествовале су и његове сестре — Србијанка, Јованка и Ружица. Оне су откривене и ухапшене у великој полицијској провали у октобру 1943. године. Потом су све три биле затворене у Бањичком логору, где су Србијанка и Јованка стрељане септембра 1944, пред само затварање логора.
Указом председника ФНР Југославије Јосипа Броза Тита 7. јула 1953. проглашен је за народног хероја.
Основна школа у родној Шетоњи носи његово име.